# Halit Balamir
Halit Balamir, né en 1922 à Gümüşhane et mort le 2 mars 2009 à Ankara, est un lutteur turc spécialiste de la lutte libre.

## Carrière
Halit Balamir participe aux Jeux olympiques d'été de 1948 à Londres en lutte libre et remporte la médaille d'argent dans la catégorie des poids mouches.